# Suctobelbella ibarakiensis
Suctobelbella ibarakiensis är en kvalsterart som beskrevs av Chinone 2003. Suctobelbella ibarakiensis ingår i släktet Suctobelbella och familjen Suctobelbidae. Inga underarter finns listade i Catalogue of Life.